# La Route semée d'étoiles
Pour la chanson de Up Up Girls (Kakko Kari), voir Going My Way (chanson).
Pour la série, voir Going My Way (série télévisée).
Pour plus de détails, voir Fiche technique et Distribution.
La Route semée d'étoiles (titre original : Going My Way) est un film américain en noir et blanc réalisé par Leo McCarey, sorti en 1944.
Le grand succès du film (plusieurs Oscars remportés) a conduit à une suite tournée l'année suivante : Les Cloches de Sainte-Marie, dans lequel Bing Crosby reprend le rôle du Père O'Malley qui lui a valu un Oscar.
La Route semée d'étoiles inspirera également une série télévisée en 1962-1963, avec Gene Kelly dans le rôle du père O'Malley : Going My Way.

## Synopsis
Un jeune prêtre arrive dans une paroisse des quartiers pauvres de New York. Malgré quelques frictions initiales, il parvient à charmer le vieux pasteur auquel il doit succéder.

## Fiche technique
- Titre français : La Route semée d'étoiles
- Titre original : Going My Way
- Réalisation : Leo McCarey, assisté d'Alvin Ganzer (non crédité)
- Scénario : Leo McCarey, Frank Butler et Frank Cavett
- Photographie : Lionel Lindon
- Montage : LeRoy Stone
- Décors : Stephen Seymour
- Costumes : Edith Head
- Maquillage : Wally Westmore
- Effets visuels : Gordon Jennings
- Chansons : 
  - Swinging on a Star
  - Going My Way de Jimmy Van Heusen et Johnny Burke
  - Three Blind Mice
- Producteur : Leo McCarey
- Société de production et de distribution : Paramount Pictures
- Pays de production :  États-Unis
- Langue d'origine : anglais américain
- Format : noir et blanc — 35 mm — 1,37:1 — son : mono (Western Electric Mirrophonic Recording)
- Genre : comédie psychologique, musical
- Durée : 130 minutes
- Dates de sortie :
  - États-Unis : 3 mai 1944 (première mondiale à New York)
  - États-Unis : 16 août 1944 (première à Los Angeles)
  - France : 4 septembre 1946
- Affiche : Boris Grinsson (France)

## Distribution
- Bing Crosby (VF : Robert Verdaine) : Père Chuck O'Malley
- Barry Fitzgerald (VF : Jean Mauclair) : Père Fitzgibbon
- Frank McHugh (VF : Serge Nadaud) : Père Timothy O'Dowd
- James Brown (VF : Jacques Berthier) : Ted Haines Jr.
- Gene Lockhart : Ted Haines Sr.
- Jean Heather : Carol James
- Porter Hall : M. Belknap
- Fortunio Bonanova : Tomaso Bozanni
- Eily Malyon : Mme Carmody
- The Robert Mitchell Boy Choir : le chœur d'enfants
- Risë Stevens (VF : Sylvie Deniau) : Genevieve Linden

Acteurs non crédités :
- Tom Dillon
- William Frawley : Max Dolan
- William Henry : un médecin
- Anita Sharp-Bolster : Mme Hattie Quimp

## Récompenses et distinctions
- Oscar du meilleur film
- Oscar du meilleur réalisateur pour Leo McCarey
- Oscar du meilleur acteur pour Bing Crosby
- Oscar du meilleur acteur dans un second rôle pour Barry Fitzgerald
- Oscar de la meilleure histoire originale
- Oscar de la meilleure chanson originale : – Jimmy Van Heusen et Johnny Burke pour Swingin' on a star